# East Ridge
East Ridge és una població dels Estats Units a l'estat de Tennessee. Segons el cens del 2000 tenia 20.640 habitants.

## Demografia
Segons el cens del 2000, East Ridge tenia 20.640 habitants, 9.288 habitatges, i 5.739 famílies. La densitat de població era de 964,8 habitants/km².
Dels 9.288 habitatges en un 24,1% hi vivien nens de menys de 18 anys, en un 47,1% hi vivien parelles casades, en un 11,5% dones solteres, i en un 38,2% no eren unitats familiars. En el 33,2% dels habitatges hi vivien persones soles el 13,3% de les quals corresponia a persones de 65 anys o més que vivien soles. El nombre mitjà de persones vivint en cada habitatge era de 2,2 i el nombre mitjà de persones que vivien en cada família era de 2,8.
Per edats la població es repartia de la següent manera: un 19,5% tenia menys de 18 anys, un 8,7% entre 18 i 24, un 29,1% entre 25 i 44, un 23,7% de 45 a 60 i un 19% 65 anys o més.
L'edat mediana era de 40 anys. Per cada 100 dones de 18 o més anys hi havia 83 homes.
La renda mediana per habitatge era de 36.347 $ i la renda mediana per família de 43.858 $. Els homes tenien una renda mediana de 31.359 $ mentre que les dones 23.659 $. La renda per capita de la població era de 20.346 $. Entorn del 6,7% de les famílies i el 8% de la població estaven per davall del llindar de pobresa.

## Poblacions més properes
El següent diagrama mostra les poblacions més properes.